# Новое Фейзуллово
Новое Фейзуллово — деревня в Кошкинском районе Самарской области, входит в состав сельского поселения Русская Васильевка.

## География
Деревня находится на расстоянии примерно 11 км (по прямой) к северо-востоку от села Кошки, административного центра района.

### Часовой пояс
Деревня Новое Фейзуллово, как и вся Самарская область, находится в часовой зоне МСК+1. Смещение применяемого времени относительно UTC составляет +4:00.

## История
Основана как выселки из села Старое Фейзуллово. В 1910 году в деревне насчитывалось 139 дворов, проживало 846 татар. 

## Население
| 2010 |
| ---- |
| 291  |

### Национальный состав
Согласно результатам переписи 2002 года, в национальной структуре населения русские составляли 97 % из 321 чел.